# Аллен, Роберт (экономист)
Роберт (Боб) Карсон Аллен (Эллен; англ. Robert (Bob) Carson Allen; род. 10 января 1947, Сейлем (Массачусетс)) — американский экономист. Phd по экономике, профессор экономической истории Нью-Йоркского университета в Абу-Даби.
Член Британской академии и Королевского общества Канады.

## Биография
В 1969 году получил степень бакалавра экономики в Карлтон-колледже, Миннесота. В Гарвардском университете получил степени магистра (1972) и доктора философии (1975).
С 1973 года преподавал в Гамильтон-колледже, штат Нью-Йорк. С 1975 года в Университете Британской Колумбии в Канаде. С 2000 года преподавал в Оксфордском университете. После отставки из Оксфорда в 2013 году является профессором экономической истории Нью-Йоркского университета в Абу-Даби.
Избирался в 2011 году президентом Ассоциации экономической истории.
Гражданин США, Канады и Великобритании.

## Научный вклад
В работе «Engel`s Pause: A Pessimist`s Guide to the British Industrial Revolution» предложил назвать длительный период стагнации заработной платы в Великобритании с 1800 по 1860 год «паузой Энгельса».
В книге «Британская промышленная революция в глобальной картине мира» обосновал то, что Китай не смог перейти к промышленной революции вследствие соотношения цен на факторы производства. В Англии был дорогой труд и относительно дешёвый каменный уголь. В Китае, который в то время уже перешёл на каменный уголь, было наоборот, поэтому дешёвый труд не стимулировал инновации, способные его заменить, а дорогой уголь стимулировал экономию энергии, но не труда.

#### Переводы на русский язык
- Аллен Р. К. Накопление капитала, мягкие бюджетные ограничения и советская индустриализация / Пер. Дм. Ниткина. Ванкувер: Университет Британской Колумбии, 1997.
- Аллен Р. С. От фермы к фабрике: новая интерпретация советской промышленной революции = Farm to Factory: A Re-interpretation of the Soviet Industrial Revolution. — М.: РОССПЭН, 2013. — 392 с. — (История сталинизма). — ISBN 978-5-8243-1799-2.
- Роберт Аллен. Глобальная экономическая история: краткое введение = Global economic history: a very short introduction. — М.: Издательство Института Гайдара, 2013. — 224 с.
- Роберт Аллен. Британская промышленная революция в глобальной картине мира = The British Industrial Revolution in Global Perspective / Пер. с англ. Н. В. Автономовой; науч. ред. перевода B. C. Автономов. — М.: Издательство Института Гайдара, 2014. — 448 с.
- Пауза Энгельса. Технические инновации, накопление капитала и неравенство в годы британской Промышленной революции. / Перевод с английского: Дмитриев Максим. Проект «Исторические материалы»